# Château de Marson
Pour les articles homonymes, voir Marson (homonymie).
Le château de Marson est un château situé à Rou-Marson, en France.

## Localisation
Le château est situé dans le département français de Maine-et-Loire, sur la commune de Rou-Marson.

## Description
Propriété d'une personne privée, il n'est pas accessible à la visite.
Le bassin-piscine du château présente l'une des plus belles créations en mosaïque d'Isidore Odorico .

## Historique
L'édifice est inscrit au titre des monuments historiques en 1991.
architecture réplique du château d’Azay le Rideau.